# Нооред Коткад
Но́оред Ко́ткад (эст. Noored Kotkad, Noorkotkad, англ. Estonian Defence League Boys Organization — «Молодые орлы», «Орлята») — общеэстонская добровольная детско-юношеская организация, в которую могут входить молодые люди в возрасте от 7 до 18 лет.
Основана 27 мая 1930 года. Запрещена в июне 1940 года. Восстановлена 12 августа 1989 года.
Деятельность «Молодых орлов» сосредоточена в основном на шести направлениях: туристические походы, вопросы национальной обороны, вопросы повседневной безопасности, знание истории, гражданское воспитание и развитие физических способностей.
По состоянию на начало 2021 года численность организации составляла более 3500 человек.

## Миссия и видение
Миссия организации: ценить волонтёрство и предоставлять молодым людям лучшие возможности для самореализации посредством патриотического воспитания. Видение организации: она является первоначальной возможностью для эстонской молодёжи внести свой вклад в национальную оборону.
Клятва «молодого орла»: 

Подтверждая честным словом, я даю торжественное обещание сделать всё, что в моих силах, чтобы выполнить свой долг перед Эстонской отчизной, в любое время помочь своему ближнему, оставаться верным законам Молодых орлов и действовать в соответствии с ними. Я всегда готов!
(эст. Kinnitades ausõnaga, annan pühaliku tõotuse teha kõike, mis minu võimuses, et täita oma kohust Eesti isamaa ees, igal ajal aidata oma ligimest, ustavaks jääda noorkotkaste seadustele ja nende järgi tegutseda. Olen alati valmis!)

Девиз «молодого орла»:

Во славу Отечества — всегда готов! (эст. Isamaa auks alati valmis!)

## Структура и управление
Организация «Нооред Коткад» является структурным подразделением Союза обороны Эстонии. Она состоит из региональных подразделений, самым крупным из которых является дружина (эст. malev); число дружин (15) равно числу уездов Эстонии. Дружина состоит из отделений (эст. malevkond) численностью не менее 90 человек, действующих на определённой территории. Отряд «молодых орлов» (эст. rühm) — это подразделение дружины или её отделения, состоящее не более чем из четырёх звеньев. У отряда может быть свой герб и шарф своего цвета. Звено (эст. salk) — это подразделение отряда, состоящее как минимум из четырёх молодых участников. У звена есть свой командир (эст. salgapealik), избираемый на общем собрании отряда (эст. rühma üldkoosolek).
Организацию возглавляет главный старейшина (эст. peavanem). С 2007 года эту должность занимает Сильвер Тамм (Silver Tamm).
Высшим руководящим органом «Нооред Коткад» является центральное собрание (эст. keskkogu), в которое входят главный старейшина, командиры дружин (эст. malevapealik) и один взрослый молодёжный руководитель (эст. noortejuht) от каждой дружины, избираемый собранием командиров дружин (эст. maleva pealikekogu) сроком на три года.
Руководящим органом «Нооред Коткад» является центральное правление (эст. keskjuhatus), в которое входят главный старейшина, один из его помощников (эст. peavanema abi, назначаются главным старейшиной) и три взрослых молодёжных руководителя, избираемые центральным собранием «молодых орлов» сроком на три года. Кандидат в члены центрального правления выдвигается командирами дружин.
Под непосредственным руководством главного старейшины «Нооред Коткад» находятся командиры дружин «молодых орлов» — добровольцы, которые отвечают за деятельность молодёжных руководителей «молодых орлов». Высшим руководящим органом дружины «Нооред Коткад» является главное собрание дружины (эст. maleva pealikekogu), в состав которого входят командиры дружин (эст. malevkonnapealik), командиры отрядов (эст. rühmapealik) и их помощники. Руководящим органом дружины «Нооред Коткад» является правление дружины (эст. maleva juhatus), в которое входят командир дружины, его помощник и три молодёжных руководителя, избираемые сроком на три года из состава центрального собрания дружины.
Командиру дружины подчиняются командиры подразделений, командиры отрядов и их помощники. Руководящим органом подразделения дружины является правление подразделения (эст. malevkonna juhatus), которое состоит из командира дружины, его помощника и двух молодёжных руководителей, избираемых на собрании дружины сроком на три года.
Командир отряда возглавляет группу «молодых орлов», в состав которой входят звенья (эст. salk), возглавляемые командирами звеньев (эст. salgapealik). Командиры отрядов и звеньев могут также иметь своих заместителей.
Повседневную работу командиров дружин и самой дружины «Нооред Коткад» поддерживает оплачиваемый инструктор по работе с молодёжью (эст. noorteinstruktor), который получает инструкции и задания от главного старейшины «Нооред Коткад».

## Членство
В составе «Нооред Коткад» четыре типа членов: молодые участники (эст. noorliige), исполнительные участники (эст. tegevliige), опорные участники (эст. toetajaliige) и почётные члены (эст. auliige).
Молодые участники — это 7–18-летние люди. Исполнительные участники — это взрослые волонтёрские молодёжные лидеры, которые осознают цели организации и вносят свой вклад в их достижение. Молодёжный лидер может быть также членом другого структурного подразделения («Кайтселийт» или «Найскодукайтсе»), которое участвует в организации образовательной деятельности молодых участников «Нооред Коткад». Опорным участником организации «Нооред Коткад» может быть гражданин Эстонии или иностранный гражданин, который понимает цели организации и вносит свой вклад в их достижение. На основании личного заявления человека опорный участник принимается в ряды организации руководителем «молодых орлов» по его распоряжению, в котором указываются обязанности опорного участника в организации.
Почётным членом организации «Нооред Коткад» является гражданин Эстонии или иностранного государства, имеющий выдающиеся заслуги перед организацией «Нооред Коткад». Почётный член избирается центральным собранием «Нооред Коткад» по предложению центрального совета «Нооред Коткад». Почётный член может участвовать в собраниях и мероприятиях «Нооред Коткад» с правом совещательного голоса. Почётный член избирается с его согласия.
Членский взнос участника «Нооред Коткад» в 2024 году составлял 12 евро в год.

## Задачи
Согласно уставу, утверждённому постановлением Центрального собрания Союза обороны от 25 ноября 2013 года № К-0.1-1/13/20879PR, задачами организации «Нооред Коткад» являются:

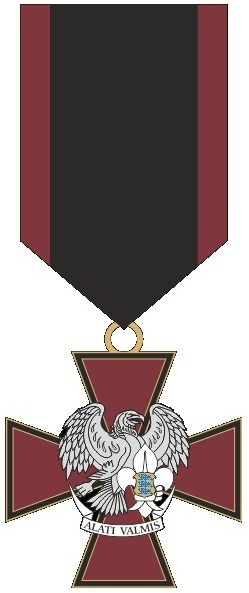
Знак «За заслуги» Таллинской дружины «Нооред Коткад»

- ознакомление «молодых орлов» и других молодых людей с областью национальной обороны и возможностями внесения в неё своего вклада;
- обеспечение возможности приобретения участниками организации гражданских навыков, повышения готовности помогать ближнему и улучшение осведомленности о строении национальной обороны;
- привлечение «молодых орлов» в границах возможного к развитию деятельности организации;
- организация обучения «молодых орлов» для выполнения задач организации;
- создание условий для умственного и физического развития участников организации;
- сотрудничество с эстонскими и зарубежными молодёжными организациями, цели которых совпадают с целями «Нооред Коткад»;
- должная оценка добровольной молодёжной работы и проведение ценностного воспитания.

Для достижения своих целей организация «Нооред Коткад» имеет право:
- организовывать различные молодёжные мероприятия, в том числе учебные и спортивные лагеря, семинары и поездки, а также другие учебные мероприятия;
- вручать награды, знаки отличия и наградные знаки;
- издавать средства массовой информации, включая справочные руководства и рекламные буклеты;
- организовывать обучение руководителей организации;
- сотрудничать с организациями, занимающимися работой с молодёжью, и реализовывать соответствующие молодёжные проекты.

## Деятельность

### Ежегодный военный лагерь
Организация всё чаще находит способы предложить своим участникам военизированную деятельность. Из международного лагеря «Baltic Guard» («Балтийская гвардия») вырос общенациональный ежегодный военный лагерь «молодых орлов». Он даёт молодым людям возможность испытать жизнь, похожую на военную службу в Силах обороны или учения Союза обороны. Участники лагеря занимаются тактическими упражнениями, стреляют из автоматического оружия, изучают боевую медицину, практикуют командную работу и живут на открытом воздухе. «Молодые орлы» участвуют в чемпионатах по стрельбе Союза обороны и в общенациональных соревнованиях по спортивному ориентированию. Проводятся совместные мероприятия и походные игры с восстановленной организацией «Кодутютред». «Нооред Коткад» сотрудничает также с организацией «Найскодукайтсе», в рядах которой состоят многие молодёжные лидеры «молодых орлов».

### «Мини-Эрна»

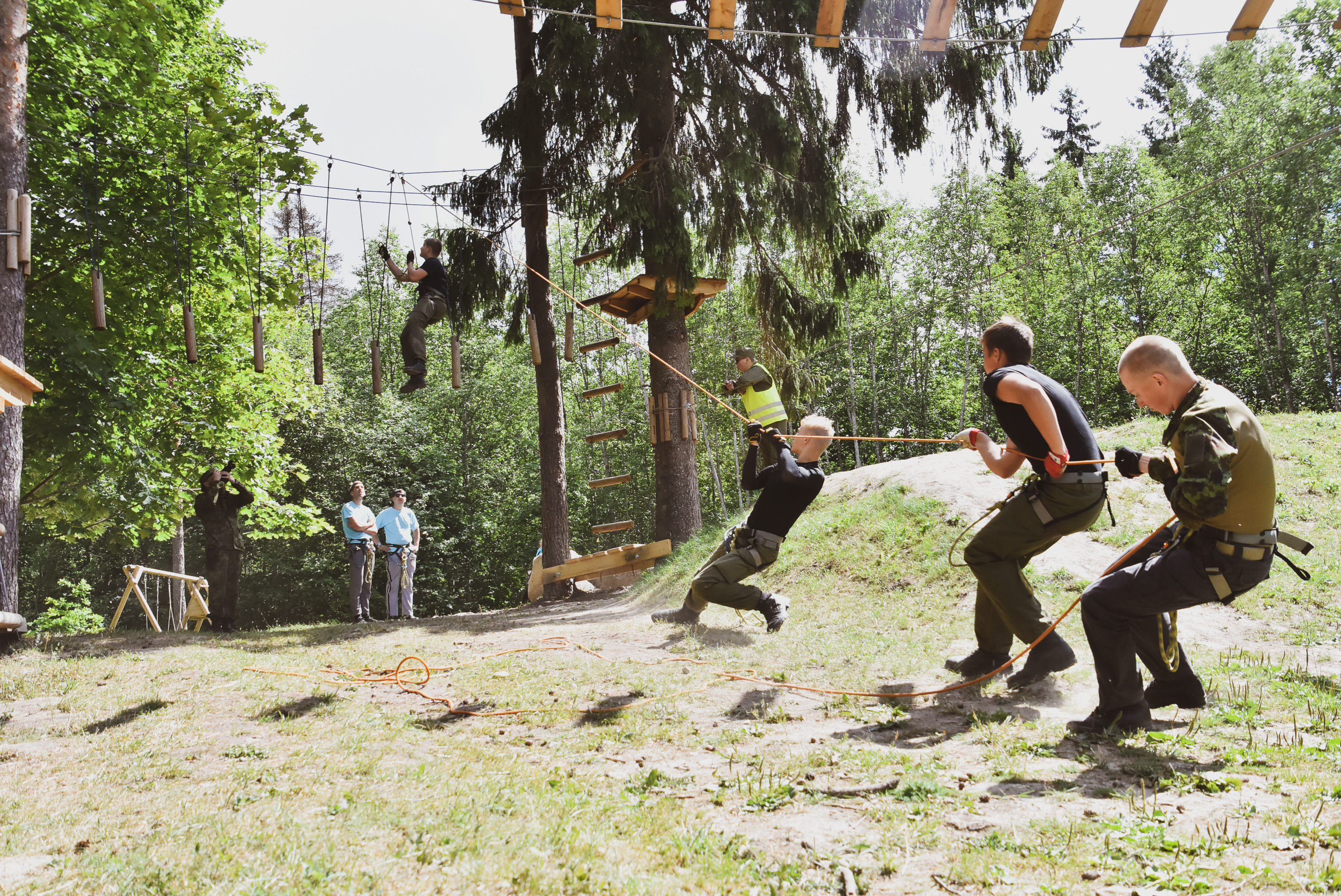
Учения «молодых орлов» «Мини-Эрна», 2018 год

История ежегодных соревнований «Мини-Эрна» началась в 1997 году. Первое соревнование «Мини-Эрна» по примеру военно-полевых соревнований «Эрна» Союза обороны Эстонии прошло в Харьюмаа. С 2009 года соревнование проводится в разных уездах Эстонии, в частности, в 2009 году оно состоялось в Рапламаа, в 2020 году — в Ида-Вирумаа.
«Мини-Эрна» проверяет физические и умственные способности участников, а также способность действовать в команде в стрессовой ситуации. Соревнование длится около 35 часов, протяжённость трассы достигает нескольких десятков километров. Трасса заполнена контрольно-пропускными пунктами, где участники могут продемонстрировать знания и навыки, полученные в ходе повышения своей квалификации. На трассе обычно есть задача по оказанию первой помощи, ориентирование, прохождение полосы препятствий, стрельба, знакомство с природой и различные задания, требующие смекалки и командной работы. Победитель «Мини-Эрна» имеет возможность представлять Эстонию на некоторых зарубежных соревнованиях, в частности, молодые орлы участвовали в военных соревнования в Швеции и Норвегии.

### «Спектрум»
В 2017 году в сотрудничестве с Министерством обороны была разработана программа патриотического воспитания молодёжи, цель которой — пропагандировать патриотические ценности среди детей младшего школьного возраста и дать им возможность участвовать в гражданской жизни. Программа способствует открытию новых молодёжных отрядов в Союзе обороны и поощряет деятельность существующих отрядов. В рамках этой программы с 9 по 13 июля 2018 года «Нооред Коткад» и «Кодутютред» организовали большой совместный лагерь «Спектрум» («Spectrum»). В лагере приняли участие почти 800 молодых людей со всей Эстонии, в числе которых была также русскоязычная молодёжь, представители нескольких эстонских компаний и организаций, а также молодёжь из зарубежных партнёрских организаций. В день открытия лагеря в строю стояли 1010 человек.
Следующий «Спектрум» должен был состояться в июле 2020 года. Эпидемия коронавируса внесла свои коррективы: лагерь 2020 года прошёл 7 июля как однодневный и виртуальный.

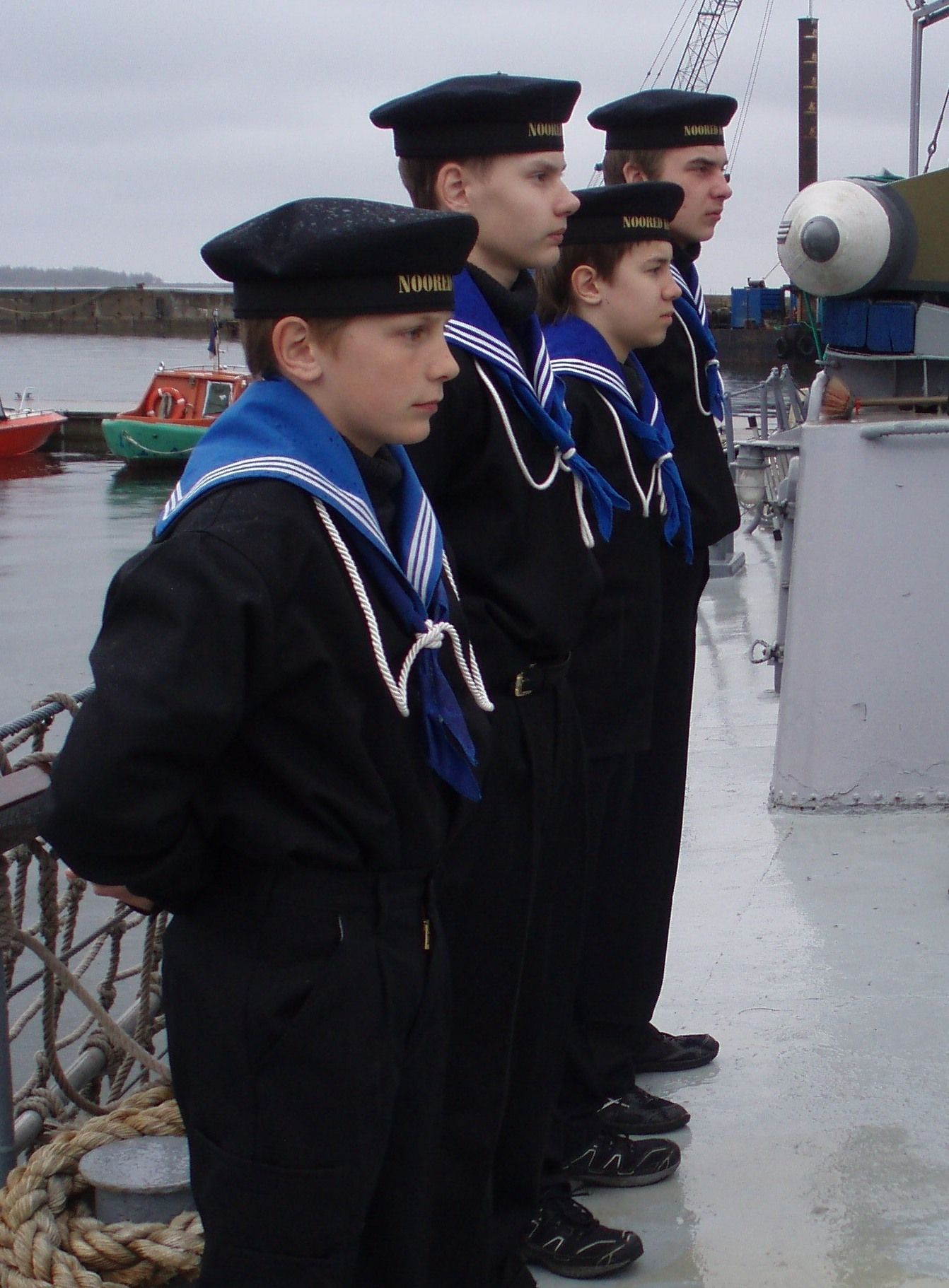
Участники морского подразделения «Нооред Коткад»

### Морские орлята
Эстония — морское государство, поэтому организация «Нооред Коткад» предлагает возможности для регулярной деятельности молодых людей, интересующихся национальной обороной в морской сфере. Поскольку учёба на морских судах реальна, специфична и часто связана с определенным риском, она требует, чтобы каждый участник морского подразделения приобрёл морские знания и навыки. «Морские орлята» должны быть готовы выполнять практически все обязанности на уровне матроса и унтер-офицера на учебном корабле.
С начала 2020 года в распоряжении организации «Нооред Коткад» находится учебный катер типа «Kulkuri 34» длиной 10,35 метра. В настоящее время морские отряды «Нооред Коткад» регулярно проводят занятия в Таллине и на острове Сааремаа. Морские отряды «Нооред Коткад» также имеют собственную униформу, которая была одобрена Центральным собранием Союза обороны осенью 2019 года.

### «Огонь победы»
Рота организации «Нооред Коткад» ежегодно принимает участие в параде в честь Дня победы, организуемом «Кайтселийтом». На параде представлена как праздничная, так и полевая форма организации.
Одно из самых важных признаний в организации — роль факелоносца на Параде победы. В 2016 году на параде в Выру «молодой орёл» и «дочь Родины» из каждой дружины принесли «огонь победы» в свой уезд. На параде, прошедшем в 2017 году в Раквере, «огонь победы» приняли из рук президента страны волонтёры-лидеры молодёжных организаций Союза обороны и увезли его в свои родные уезды. На параде, проходившем на Таллинском Певческом поле в 2018 году, огонь победы из рук президента принимали сразу четыре человека от каждого уезда: член «Кайтселийта», участница «Найскодукайтсе», участник «Нооред Коткад» и участница «Кодутютред».
В 2019 году «огонь победы» разнесли по уездам лучшие спортсмены страны, так как 23 июня 2019 года исполнилось 125 лет со дня основания Международного олимпийского комитета. В числе факелоносцев были и участники организации «Нооред Коткад». В 2020 году традиционного парада не было, но по случаю 90-летия организации «огонь победы» также несли представители «Нооред Коткад»: «молодые орлы» и молодёжные лидеры из всех уездов.

## Символика

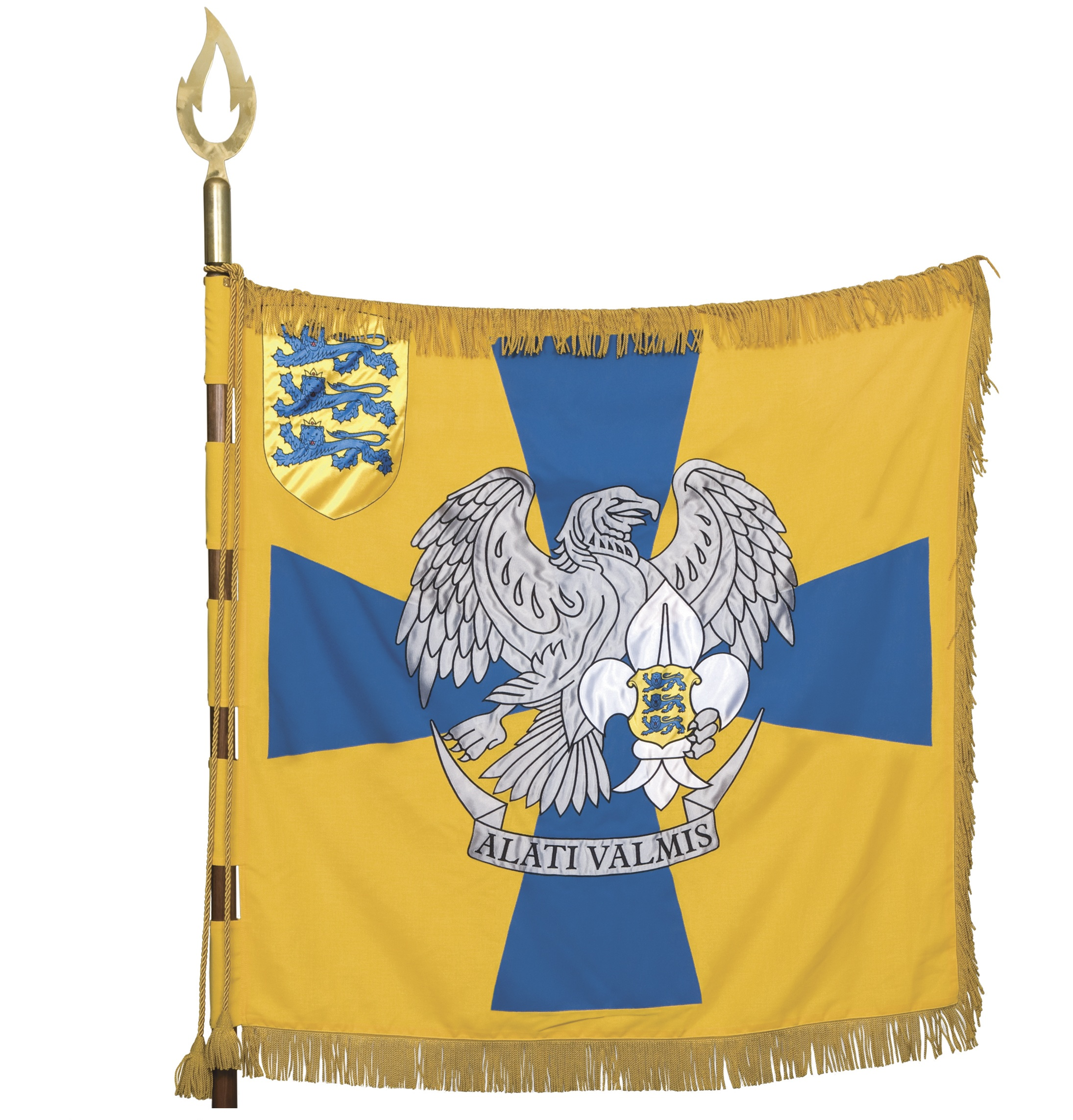
Флаг Таллинской дружины «Нооред Коткад»

Символика организации «Нооред Коткад» — «знак орла» и единый флаг. Знак отличия организации — нагрудный «значок орла». Знак орла есть на головном уборе и на нарукавной эмблеме.
Знак орла изображает стоящего в вертикальном положении орла в оборонительной позиции, держащего когтями одной лапы символ скаутского движения — цветок лилии — с изображением государственного герба Эстонии посередине и когтями другой лапы ленту с надписью «Alati valmis» («Всегда готов»).

## Униформа
«Молодые орлы» имеют две униформы: праздничную форму «Нооред Коткад» и полевую форму молодёжных организаций Союза обороны. Молодёжные руководители также имеют праздничную форму, которая отличается от праздничной формы молодого участника, и полевую форму, одинаковую для обоих.

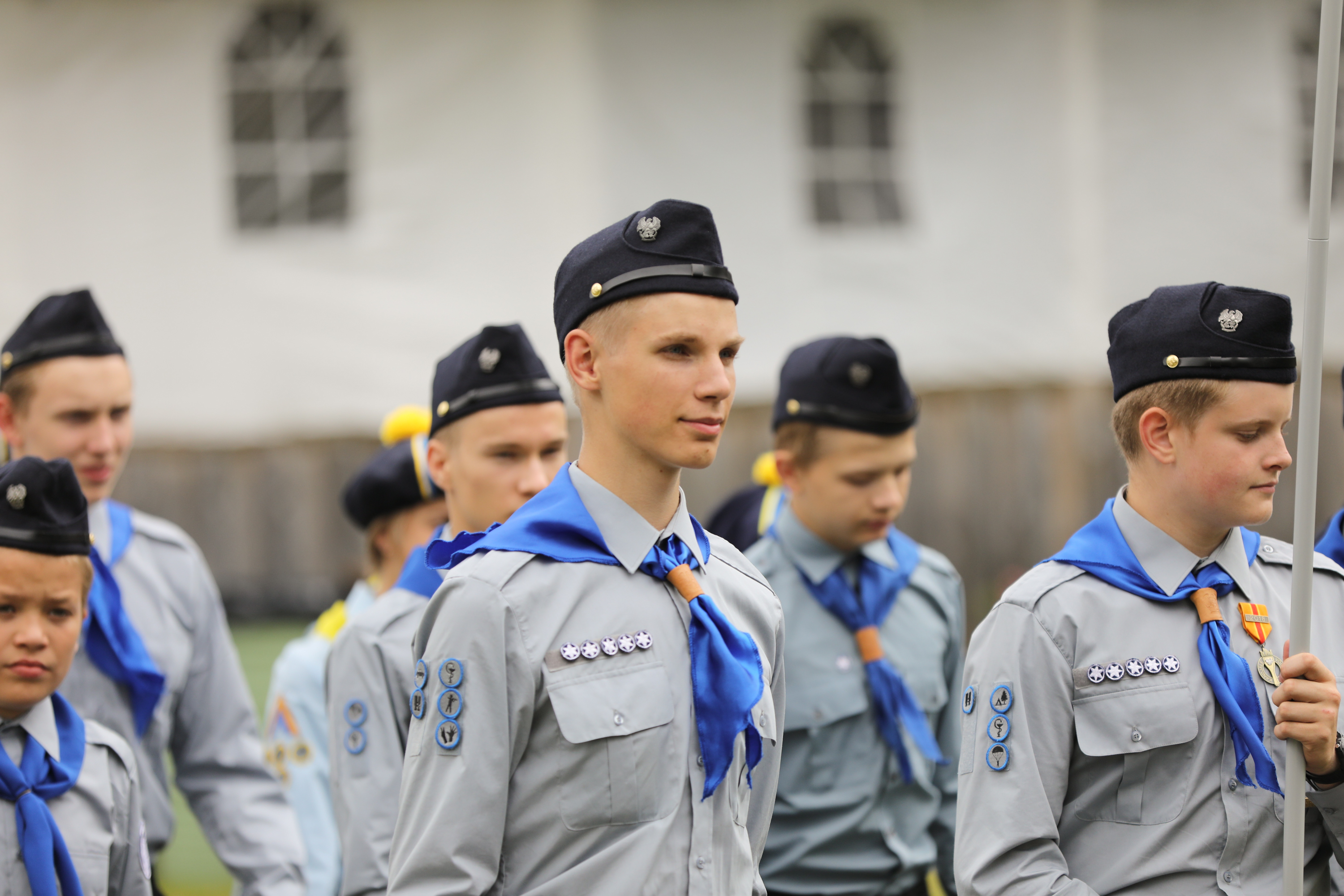
«Молодые орлы» в летнем лагере. 2018 год

Праздничная форма молодых участников должна указывать на их принадлежность определённому отряду, звание, должность и полученные награды. Праздничная форма состоит из сине-серой рубашки с длинными рукавами, синего шейного платка (у отряда может быть платок своего цвета), форменной шапки, тёмных брюк со «стрелками» и чёрных туфель. Форму носят с чёрными или тёмными носками и с ремнём из чёрной или коричневой кожи или с поясом с эстонским национальным узором.
Праздничная форма молодёжных руководителей состоит из такой же сине-серой форменной шапки, как и у молодых участников, белой рубашки, чёрного галстука, тёмных брюк со «стрелками» (или тёмной юбки) и чёрных туфель. Форму носят с чёрными или тёмными носками и с ремнём из чёрной или коричневой кожи или с поясом с эстонским национальным узором.
Полевая форма одинакова для всех членов молодёжных организаций Союза обороны. Она должны быть надета вместе с установленными знаками отличия. Полевая форма состоит из куртки, жилета, ветровки, брюк, фуражки — всё из тёмно-зелёной ткани, чёрных сапог и зимней шапки. Кроме того, на полевой форме имеются именной знак, нарукавная эмблема и должностной значок.

## Знаки различия
Участники организации «Нооред Коткад» носят на левом рукаве форменной одежды эмблему, которая свидетельствует об их организационной и региональной принадлежности. Круглый значок с шестигранной звездой над правым нагрудным карманом показывают, что «молодые орлы» прошли определённый этап обучения, включающий в себя специальные тесты, содержание и степень тяжести которых меняются в зависимости от возраста участника. Один значок указывает на VI или низший ранг, шесть значков — на I (высший) ранг. В качестве обозначения должности участники носят на праздничной форме должностной значок. Он представляет собой металлическую шестиугольную звезду с изображением государственного герба в центре. Различают большие и малые звёзды, они имеют серебряный или золотой блеск.
О профессионализме «молодого орла» свидетельствуют специальные знаки на правом рукаве праздничной формы, которых может быть до шести одновременно. Самые популярные специализации — «турист», «стрелок», «спортсмен» и «врач».

## Награды
Долгое время лучших участников «Нооред Коткад» выбирали в нескольких уездах раз в год. Идея чествования лучших «молодых орлов» и молодёжных лидеров организации в целом впервые воплотилась в жизнь в декабре 2019 года. Церемония награждения прошла 13 декабря в музее Вабаму. Этому предшествовал открытый конкурс в октябре 2019 года, в котором каждый уезд номинировал лучшего «молодого орла» года, лучшую «дочь Родины» и кандидатов в лучшие молодёжные лидеры от обеих организаций. Было подано 60 заявок, оценочная комиссия выбрала четырёх самых лучших. Молодёжные лидеры — ключевые лица «Нооред Коткад» и «Кодутютред», без которых невозможна деятельность этих организаций, поэтому их награда (переходящий кубок) имеет изображение ключа — это ключ, который открывает молодёжи двери. Награда молодых участников обеих организаций имеет изображение большого компаса, который символизирует обе молодёжные организации Союза обороны как воодушевляющий указатель направления. Стрелка компаса подвижна, и это является символом того, что выбор направления движения остаётся за молодым человеком.
В 2020 году лауреаты премий «Нооред Коткад» и «Кодутютред» также получили денежное вознаграждение из фонда Юло и Тамары Тамре.

## Сотрудничество
Молодёжные организации Союза обороны Эстонии в настоящее время тесно сотрудничают с латвийской организацией «Молодёжная гвардия», литовским Союзом стрелков, c организациями из Швеции, Великобритании и Польши. Одним из крупнейших проектов сотрудничества является военный лагерь «Baltic Guard», в котором участвует более 100 человек. Он проходит поочерёдно в Латвии, Литве и Эстонии. Первый лагерь был организован в 2012 году. В настоящее время в нём также принимает участие молодёжь из Польши, Великобритании и Украины.

## История

### Создание
Решение о создании организации молодых людей в возрасте до 17 лет было принято Советом старейшин Союза обороны Эстонии 23 марта 1928 года. Организация «Нооред Коткад» получила своё название от одноимённого фильма Теодора Лутса 1927 года, посвящённого Эстонской войне за независимость. Молодёжная организация, которая по форме была скаутской и нацелена на эстонскую государственность и национальную идеологию, начала свою деятельность осенью 1930 года.

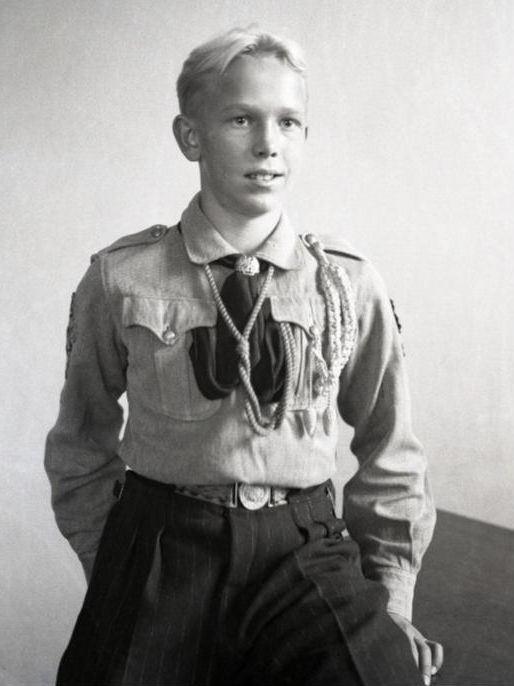
«Молодой орёл» в форменной одежде, 1939 год

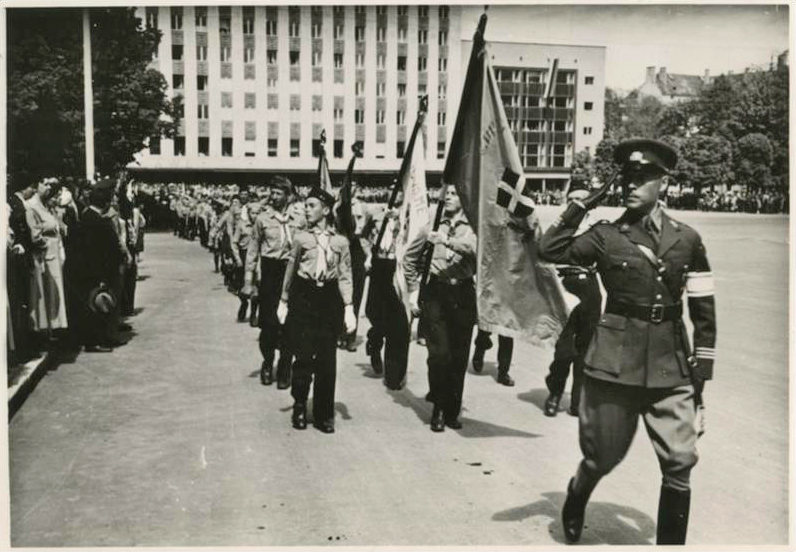
«Нооред Коткад» и «Кодутютред» из Харьюмаа на параде. Таллин, площадь Свободы, 6 июня 1937 года

«Нооред Коткад» предлагала разнообразные познавательные и образовательные мероприятия и позволяла постепенно подниматься на более высокий ранг посредством специальных тестов. Рангами участников организации были: «ястребята» (эст. noorhaugas), «орлята» (эст. «noorkotkas») и «магистры» (эст. «magister»).
Магистрами были старшие подростки, которые после выполнения ранговых тестов сдали ещё десять специальных тестов, защитили диссертацию и проявили себя как потенциальные лидеры.
«Молодой орёл» в своей деятельности и поведении руководствовался десятью законами:
- «молодому орлу» можно доверять,
- «молодой орёл» любит родной дом и верен своей отчизне,
- «молодой орёл» предупредителен,
- «молодой орёл» — друг каждого «молодого орла» и защитник более слабого,
- «молодой орёл» вежлив и благороден,
- «молодой орёл» — друг и защитник животных и природы,
- «молодой орёл» исправно исполняет приказания более старших по званию и руководителей и ничего не оставляет выполненным наполовину,
- «молодой орёл» весел, смел и улыбается трудностям,
- «молодой орел» трудолюбив, бережлив и настойчив,
- «молодой орёл» чист в словах, мыслях и поступках.

Кроме того, каждый «молодой орёл» должен был соблюдать так называемые «железные законы»: быть прилежным учеником, не пить алкоголь и не курить.
Девиз «молодого орла»: «Во славу Отечества — будь готов!» (эст. Isamaa auks ole valmis!)

Ответ «молодого орла»: «Всегда готов!» (эст. Alati valmis!)
Окончательно форма участника организации была утверждена в 1935 году. Она была удобной и прочной: сине-серая рубашка с открытым воротом, нашивка на левом рукаве, брюки тёмно-синего цвета с сине-серым поясом с эстонским национальным узором, тёмно-синий головной убор по выкройке зимней шапки Сил обороны и чёрные сапоги.
Как и «Кайтселийт», «Нооред Коткад» подразделялась на дружины и подразделения, которые, в свою очередь, делились на отряды, звенья (6—12 мальчиков) и ячейки (эст. pesa, 4—9 мальчиков).

### Развитие

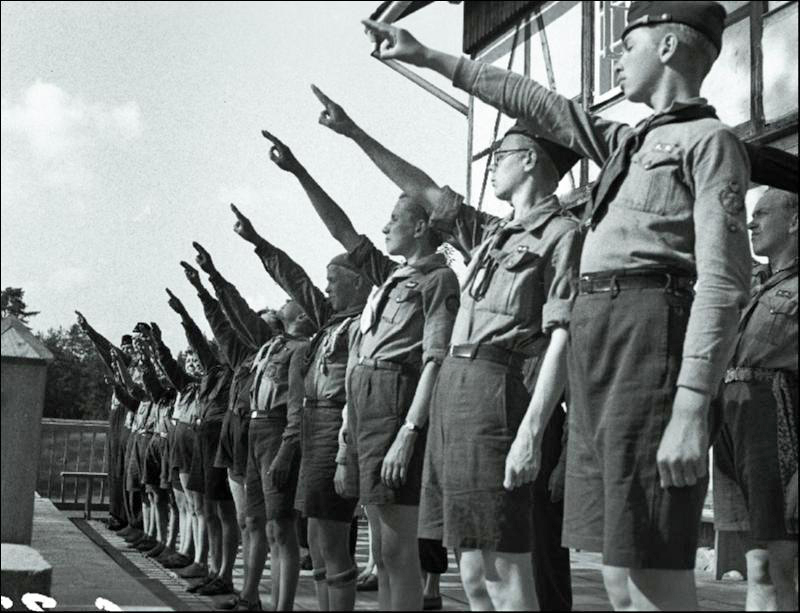
«Молодые орлы» салютируют поднятию флага в летнем лагере, 1939 год

Осенью 1930 года первые отряды «Нооред Коткад» были сформированы в основном в школах, где имелись подходящие молодёжные лидеры. В 1930-е годы молодёжными лидерами в Эстонии были в основном учителя, члены «Кайтелийта» и местные офицеры запаса. Через полгода «Нооред Коткад» насчитывала почти 1300 участников. К 1940 году в организации было 19 000 «молодых орлов» и 1800 молодёжных лидеров.
Общие идеи и цели создали основу для сотрудничества организации «Нооред Коткад» с организацией «Кодутютред» (эст. Kodutütred — «Дочери Родины»), основанной в 1932 году.
Программа «Нооред Коткад» предусматривала национальное воспитание, развитие физического здоровья, подготовку защитников родного дома и помощь попавшим в беду. «Молодые орлы» активно занимались спортом, учились читать карты, изучали ориентирование на местности, сигнализацию и основы дисциплины в Силах обороны, а также приобретали знания и навыки в оказании первой помощи. Систематически выполнялись упражнения по стрельбе из спортивного ружья. В 1938 году в Таллине прошли первые общенациональные соревнования «молодых орлов» по стрельбе из малокалиберной винтовки. Предполагалось, что роль «молодого орла» даст юношеству хорошую подготовку к будущей службе в Силах обороны.
Лагеря, игры на местности, походы и соревнования объединили молодёжь со всей Эстонии. Особой популярностью пользовались общенациональные соревнования между дружинами и отрядами. Летние лагеря и походы проверяли знания и навыки «молодых орлов», давали возможность встречаться со сверстниками и знакомиться с историей и природой Эстонии.
Лагеря «молодых орлов» были обставлены относительно комфортно, молодые люди сами устанавливали телефонную связь со столицей и между палатками, для развлечения играла музыка по радио, палатки освещались электричеством. Помимо спортивных игр и соревнований, были также соревнования по строительству палаток и содержанию их в порядке, соревнования в трудолюбии, вежливости и точности.

### Ликвидация
Организация «Нооред Коткад» была запрещена 28 июня 1940 года, после ввода в Эстонию войск Красной армии. В условиях немецкой оккупации в сентябре 1942 года на основе структуры организации «Нооред Коткад» была основана организация «Ээсти Ноорэд» (эст. Eesti Noored, «Эстонская Молодёжь») со скаутской и парамилитарной направленностью, которая, однако, базировалась на чуждой эстонцам идеологии. Во время массовой эмиграции 1944 года многие бывшие «молодые орлы» и их лидеры покинули Эстонию. Поскольку движение «Нооред Коткад» в изгнании как организация не было восстановлено, деятельность, основанная на законах и взглядах «молодых орлов»– часто продолжалась в рядах скаутских отрядов. В самой Эстонии в 1940–1941 годах многие участники «Нооред Коткад» были репрессированы. Были случаи, когда бывшие «молодые орлы» действовали по собственной инициативе против власти коммунистов. Во время Великой Отечественной войны многие бывшие участники организации пошли добровольцами или были мобилизованы в немецкую армию, некоторые были мобилизованы в Красную армию. Организация «Ээсти Ноорэд» существовала до восстановления советской власти в Эстонии в 1944 году.

### Восстановление
Решение о восстановлении организации было принято на открытии памятника Константину Пятсу в деревне Тахкуранна 25 июня 1989 года.

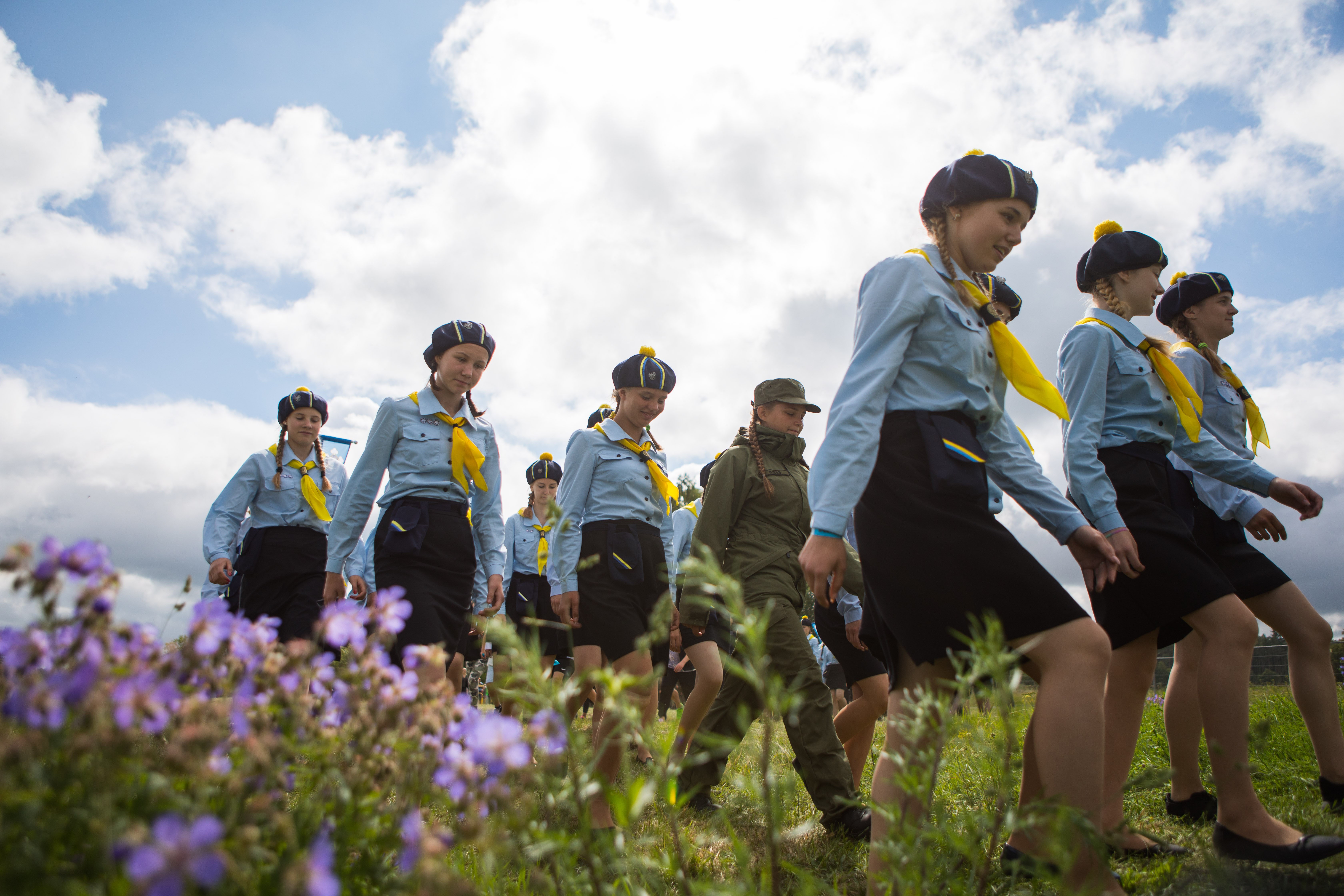
Участницы «Кодутютред», 2018 год

12 августа 1989 года в Тахкуранна были созданы Эстонский союз «Молодых орлов» и «Дочерей Родины» и Временное собрание старейшин с целью возобновления деятельности этих организаций. В 1990 году был основан Эстонский союз «Нооред Коткад» и «Кодутютред». После легализации Союза обороны в 1992 году при Генеральном штабе Союза обороны был создан Генеральный штаб «Нооред Коткад», который взял на себя управление организацией. Устав «Нооред Коткад» был утверждён 16 марта 1992 года. Однако документ, созданный по образцу устава 1930-х годов, не подходил в качестве основы для действий: некоторые положения, типичные для 1930-х годов, были слишком детализированы, сложная структура организации не вписывалась в структуру Союза обороны. Новый устав «Нооред Коткад» был утверждён в 2003 году. Устав, действующий в настоящее время, был разработан вместе с новым законом о Союзе обороны и вступил в силу 1 декабря 2013 года.
Воссоздание и развитие организации поначалу сопровождались трудностями. Отсутствие финансирования вызывало проблемы с приобретением оборудования и других ресурсов, а также с поиском молодёжных лидеров. В 1997 году благодаря члену Рийгикогу Энн Тарто в бюджете Союза обороны появилась статья расходов на молодёжные организации. Была разработана новая система оценивания и тестирования, реформировано руководство организации: объединены должности начальника генерального штаба и главного старейшины; но большая часть структуры организации и названий была сохранена.